# Bitwa pod Lubrzem
Bitwa pod Lubrzem – starcie pomiędzy wojskami Rzeczypospolitej Obojga Narodów a szwedzko-niemieckimi w czasie potopu szwedzkiego 28 sierpnia (lub 10 września) 1656 zakończone zwycięstwem sił Rzeczypospolitej.

## Sytuacja przed bitwą
Wojska szwedzko-brandenbursko-saskie pod dowództwem gen. Jana Wejharda Wrzesowicza maszerowały jako odsiecz dla załogi oblężonego przez Polaków Kalisza. Oddział ten (w sile 800–2000 ludzi) rozbił obóz pod miejscowością Lubrze, między Jarocinem a Środą. W rejonie tym przebywał niewielki (200–500 osobowy) oddział polski płk. Andrzeja Karola Grudzińskiego, który prowadził walkę podjazdową. Dowódca dowiedział się o nieprzyjacielu od okolicznych chłopów i postanowił dokonać nocnego ataku na jego obozowisko.

## Bitwa
W nocy 28 sierpnia Polacy podeszli pod obóz i zlikwidowali 60-osobową straż nocną, przypuszczając następnie główny atak. Zupełnie zaskoczeni Szwedzi i Brandenburczycy stawili minimalny opór i rozpoczęli bezładną ucieczkę do Lubrza oraz na oślep – przez strumień w pola. Spowodowało to, że ustępujący wrogowi liczebnością polscy żołnierze zadali mu dodatkowo podczas tego niekontrolowanego odwrotu znaczne straty. Do niewoli dostał się dowodzący Niemcami pułkownik ze swoim trębaczem, a próbujący uciekać przez pola gen. Wrzesowicz został zabity przez grupę chłopów, którzy nie pozwolili pogrzebać później jego ciała przez kilka dni.

## Skutki
W wyniku starcia odsiecz dla załogi Kalisza została całkowicie rozbita i przepędzona. W czasie bitwy zginęło kilkunastu wysokich rangą oficerów i urzędników szwedzkich oraz niemieckich. Poinformowany o klęsce elektor Fryderyk Wilhelm I nakazał odwrót do Torunia innemu oddziałowi, który szedł na Kalisz od północy. Poważniejsze siły nieprzyjacielskie nie dotarły już pod miasto, w wyniku czego garnizon Kalisza poddał się Polakom 8 listopada.

## Lista ważniejszych Szwedów i Niemców poległych w bitwie

### Szwedzi
- gen. mjr Jan Wejhard Wrzesowicz – dowódca sił szwedzko-niemieckich
- rtm. Weinland – z pułku Nachtigalla
- mjr Frederick Gros (lub Gross) – oficer z regimentu gen. Walcha
- mjr Moritz – oficer z regimentu gen. Walcha
- mjr Teyech – oficer z regimentu gen. Walcha.
- Kasper Fruchtland – audytor poznański

### Brandenburczycy
- płk. N/N – p.o. gen. mjr. de Kanneberg
- rtm. Bretlar
- rtm. Peter Saks – z pułku gen. Dörflinga
- rtm. Schwende – baron z pułku młodszego hrabiego de Wilgenstain
- mjr Andreas Pauli – z pułku Pfuhla
- Godfryd Weiter – komisarz elektora

### Sasi
- mjr Peter – z pułku księcia saskiego (przyp. chodzi o Jana Jerzego I)
- mjr Johann Otto de Walh – z pułku księcia saskiego
- mjr Heider – z pułku księcia saskiego